# Per Bertilsson
Per Daniel Bertilsson (Hylte, 1892. december 4. – Göteborg, 1972. szeptember 18.) olimpiai bajnok svéd tornász.
Részt vett az 1912. évi nyári olimpiai játékokon, és tornában a svéd rendszerű csapat összetettben aranyérmes lett.
Testvére, Carl Bertilsson 1908-ban lett olimpiai bajnok tornász.